# 奥野敦子
奥野 敦子（おくの あつこ、1957年10月30日 - ）は、日本の歌手、ギタリスト。東京都中野区出身、女子美術大学卒業。本名よりもイリアという愛称で広く知られている。夫は俳優の山崎大輔。2児の母。自身には弟がいる。
ギャルズ・ロッカー抬頭の引き金となった先駆的存在。

## 人物・来歴
中学校在学時はフォークブームで、中学3年のとき、友人からクラシックギターを買い、教則本を見てギターを始める。ベッツィ&クリスの「白い色は恋人の色」など。高校1年のとき、エレキ・グレコのレスポールモデルを買う。中学のとき、誘われてバンドに入るが、みんな男ばかりでピックを使ったことがなく慣れるまで時間がかかった。さすがに当時エレキをやる女の子は、学校にも近所にも全くおらず、ギターを持って練習に行くのも恥ずかしかったという。高校時代のアイドルはロバート・フリップ。高校1年のとき、「ファンタス・マゴリア」というプログレバンドを結成したが、行き詰まりを感じ、高校2年の春に解散して一旦、ギターをやめる。高校3年のとき女の子だけのバンド「ライラック」に加入。すぐに解散するが、ピアノをやっていたメンバーと「サティン・オデッセイ」というバンドを作り、ここで初めてバドカンやツェッペリンなどハードロックを演った。「サティン・オデッセイ」は女の子だけのバンドで珍しがられ、ステージを観たレコード会社からスカウトされる。当時は女性ロッカーがプロになるのは現実味が薄いため、プロになろうという気持ちはなく、大学卒業も近づき、就職活動を始めていたが、親も反対せず、「まあなれるなら」と承諾する。この「サティン・オデッセイ」が1977年に「ガールズ」になった。
ガールズは「日本初の女性ロック・バンド」「日本の女性ロックバンドの先駆け」「日本における草分け的ガールズバンド」などと評価される。「サティン・オデッセイ」時代からメンバーのうち3人が、リタ、レナ、サディーと自ら名前を付けていた。「G.I.R.L.S.」というバンド名にする際、1文字ずつを頭文字に使うことになり、残るはGとIのみになったことから、奥野は仕方なくIを選択し、『0011ナポレオン・ソロ』の登場人物イリヤ・クリアキンが好きだったことから「Illya」より拝借し、「イリア」を名乗った。バンド解散後も愛称はそのまま定着し、現在に至る。
ガールズでも引き続きギターを担当。ガールズは2年間活動したが、大学4年になり、卒業後は就職も考えていたため、ガールズも1979年解散する。
その後、近田春夫のバックバンドBEEFにギタリストとして参加する。1980年にBEEFがジューシィ・フルーツという名で再編成され、レコードデビューする。ジューシィ・フルーツではボーカルとリードギターを担当し、アミューズに所属していた。同事務所所属でサザンオールスターズの原由子とはデビュー当時からの仲良しである。
ジューシィ・フルーツ時代はチェリーレッドのレスポールカスタム、グレコ BW-600（ブローラ）、同BG-800（ブギー）といったギターを愛用。中でもピンクに塗られたBG-800がトレードマークだったが、これは奥野が色見本としてピンクのマニキュアを持参したところ、担当者が奥野にも知らせず、そのマニキュアを大量に使ってカラーリングしたもの（奥野本人のインタビューから）。
ジューシィ・フルーツで活躍していた時期、ギタリストの成毛滋のラジオ番組「ドクター・シーゲルとイリアちゃん」（文化放送）で、アシスタント兼生徒役（成毛の指導でギターの腕を高める）を務めた。
ジューシィ・フルーツ解散（1984年）後はソロでも活躍した。現在も主婦業の傍ら、音楽活動を行っている。また、2013年に復活したジューシィ・フルーツに参加している。
山崎敦子名義で画家としても活動しており、2004年から杉並区内の幼稚園にて園児に絵や工作を教える専任講師を務めている。2022年8月には赤坂のギャラリー＆カフェJalonaにて「山崎敦子 色鉛筆画展 〜ありのままで 美しい〜」を開催。

## 作品リスト

### アルバム
- Tingle
- ジャパニーズ・ラヴァーズ

### シングル
- グッドラック（1985年、作詞鈴木博文、作曲小田裕一郎、編曲矢野誠） ※小田とのデュエット

## 楽曲提供

### 作曲
- 大西結花 『シティ・ライツに踊らせて』
- 武田鉄矢 『伝言メッセージ』
- 中村由真 『Dream of Dream』

### 作詞・作曲
- 島崎和歌子 『好きなのに』『女の子にさよなら』
- 富田靖子 『嫌いキラキラ愛してる』

## 主な出演作品

### 映画
- そろばんずく（1986年、森田芳光監督） - 竹千代 役

### テレビドラマ
- 冗談ストリート（1985年 - 1986年、TBS）

### バラエティ番組
- オレたちひょうきん族（1988年、フジテレビ） - 「ひょうきんベストテン」にてピヨコ隊に途中から参加。瀬戸わんやに扮した片岡鶴太郎らと共演。
- 爆報! THE フライデー「巨額使い込み事件＆あの歌手は今…」（2018年3月9日、TBSテレビ） - 「あの歌手は今…大追跡SP」コーナーに出演。音楽活動の傍ら、世尊院幼稚園にて課外活動の絵画教室専任講師を務め、絵や工作などを教えていることを明かした。
- クイズ!脳ベルSHOW（2021年4月7日、8日、9日・2022年10月17日、24日、31日、BSフジ）

### ラジオ番組
- MBSヤングタウン水曜日（1981年 - 1984年、MBSラジオ） - 原田伸郎（あのねのね）、桂雀々、嘉門達夫らと共演
  - 伸郎のヤンタン スペシャル ねたナイト（2010年8月31日、MBSラジオ） - 2010年8月30日から9月3日まで放送された「毎日放送開局60周年記念番組 MBSヤングタウン スペシャル」。奥野は8月31日に原田伸郎がメインパーソナリティを務めた回に嘉門達夫と出演
- パープルエクスプレス ドクター・シーゲルとイリアちゃん（1982年10月 - 1985年9月、文化放送）
- ジャンボリクエストAMO（1984年 - 1986年、TBCラジオ） - クマさんと共演